# Gasteren
Gasteren (53° 02′ N, 6° 40′ L) é uma cidade dos Países Baixos, na província de Drente. Gasteren pertence ao município de Aa en Hunze, e está situada a 8 km, a leste de Assen.
A área de Gasteren, que também inclui as partes periféricas da cidade, bem como a zona rural circundante, tem uma população estimada em 420 habitantes.